# Mosuo
Els mosuo són un grup humà que habita al voltant del llac Lugu, situat al planell de Yunnan, al centre del Comtat Autònom Ningliang Yi, a la Xina. Els mitjans de comunicació solen referir-se als mosuo respecte dos aspectes: la seua sexualitat -zouhun, que alguns xinesos interpreten com a "amor lliure", un matriarcat—un territori on les dones manen; i un estat primitiu —una societat que no ha evolucionat.